# チェッカーキャブ無線
チェッカーキャブ無線（チェッカーキャブむせん） は、主に東京23区・武蔵野市・三鷹市を営業区域とするタクシー無線協同組合グループである。
なお、株式会社としての商号は株式会社チエツカーキヤブであり、「チエツカーキヤブ」と「エ」と「ツ」と「ヤ」を捨て仮名を用いずに大文字で表記する。

## 概要
東京無線協同組合に次ぐ大手のタクシー無線協同組合で、1964年（昭和39年）設立。所在地は長らく中央区銀座であったが、2022年（令和4年）1月17日に千代田区九段南の自動車会館へ移転した（それに先立ち同年1月10日に無線室が新宿区百人町の東京無線ビルに移転した）。2024年（令和6年）1月29日に先んじて移転していた無線室以外のチェッカーキャブ無線協同組合の残存部署も東京無線ビルに移転した。その後登記上の所在地は同年8月に江東区南砂（山三交通（営業統合時点の理事長会社）の所在地）に移転した。
2020年（令和2年）10月現在、特別区・武蔵野・三鷹地区に43社・49営業所、隣接する三多摩地区（南多摩交通圏）や神奈川県（京浜交通圏）に3社・3営業所（うち1社は東京23区にも所在）、合わせて中小タクシー会社45社・52営業所が加盟する。3,127台を有し、東京都東部地区を主要営業地盤とする。かつては千葉県（京葉交通圏）にも加盟会社（ヒノデ第一交通）があったが、2015年（平成27年）に脱退した。
最近は無線配車に力を入れており、ソフトバンクの携帯電話を利用したIP無線を導入している。無線車は約1820台、将来は2000台まで増やす予定であった。ただし京浜地区と三多摩地区の加盟会社を除く。

### 組織構成
なお本組織は以下の3つで構成されるが、事実上一体である。
- チェッカーキャブ無線協同組合[注 3]：共同無線配車事務を目的とした協同組合。
- チェッカーキャブ協同組合[注 4]：所属各社の車両のETCカードの管理を目的とした協同組合。
- 株式会社チエツカーキヤブ[注 5]（英: Checker Cab Co.,Ltd.）：共同営業を統括する会社組織[2]。

## 形態
多くの無線グループが協同組合としてのみ構築されるのとは異なり、トヨタモビリティ東京（旧・東京トヨペット）や加盟各社などが株主の株式会社としても機能する。
また東京地区のタクシー組合として最大規模を誇る東京無線協同組合との大きな相違点として、かつてはチェッカー無線以外の無線グループとの二重加盟、および自社無線の運用を認めていたこと（現在は認められていない）・無線車を保有していない事業者が存在することが挙げられる。

### 車両
標準車は朱色を基調にクリーム色のボンネットで銀の白の市松模様のストライプ（うち銀色は反射材）を巻いた共通の塗装を採用。黒塗りハイグレード車の呼称は「エクシードキャブ」（通称：Eキャブ）である。2015年に導入が開始された日産・NV200バネットは黄色（区域外車を除く）を、2017年に導入されたトヨタ・ジャパンタクシーは深藍（こいあい）色を基調とする。
行灯は後述の提携まではラグビーボール型で無線車は「チェッカー無線」、非無線車は「チェッカー」、その下部には無線車は無線番号（前後）と社名（左右）、非無線車は社名が記載されていた。提携により、東京無線同様の東京タワーをモチーフにした行灯に換装されているが、行灯左右に従前のラグビーボール型行灯をモチーフにした「チェッカー」ロゴが貼付されているほか、行灯前後に記載される番号は基本的に無線番号となっている。ジャパンタクシーのような背高車に関してはラグビーボール型、タワー型ともにフロントガラス上部設置用のものがあるほか、後方用行灯もある。
- 小松川タクシー所属
プリウスα
左：非無線車
行灯表示が『チェッカー』
右：無線車
行灯表示が『チェッカー無線』

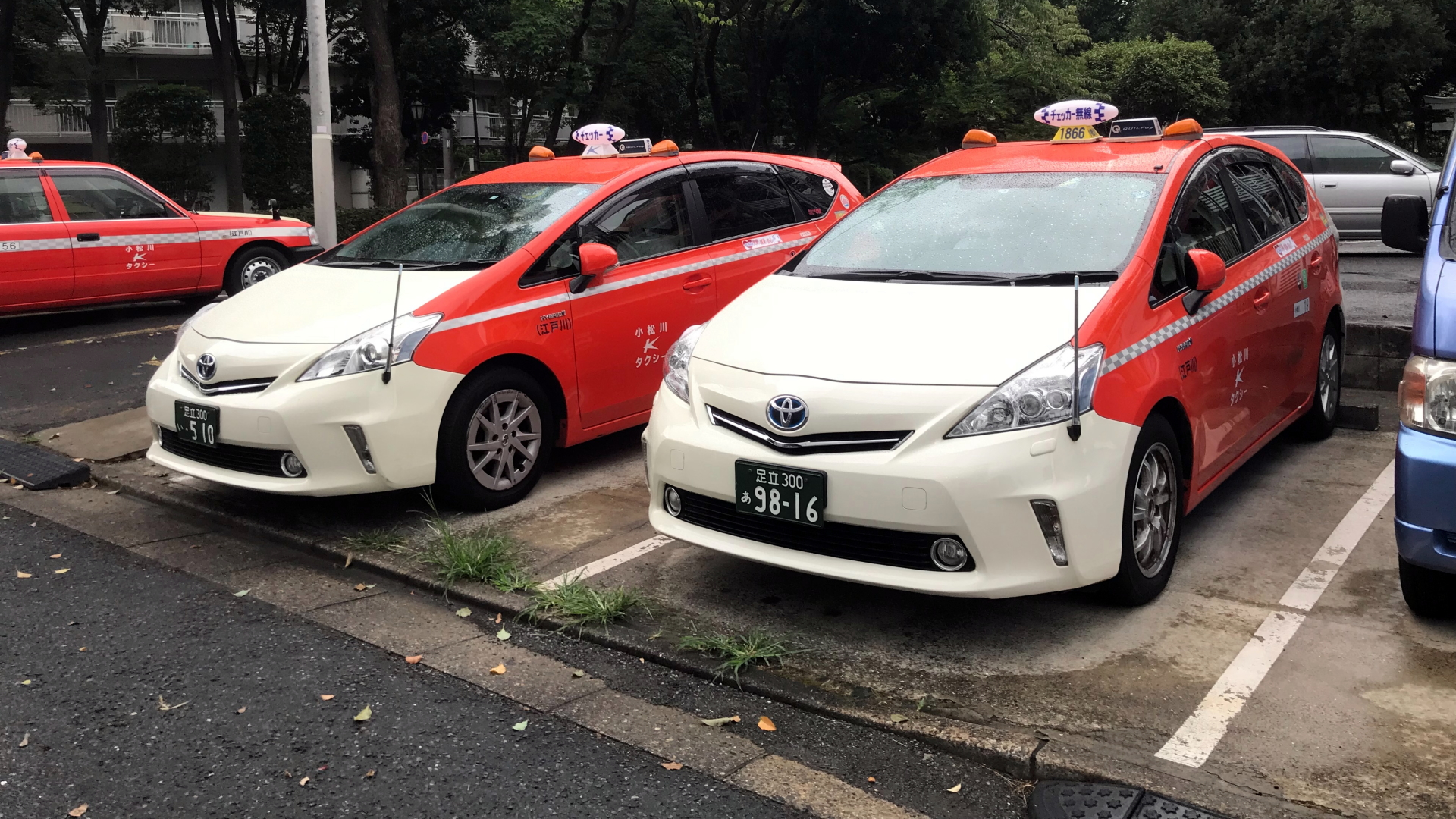
小松川タクシー所属 プリウスα 左：非無線車 行灯表示が『チェッカー』 右：無線車 行灯表示が『チェッカー無線』
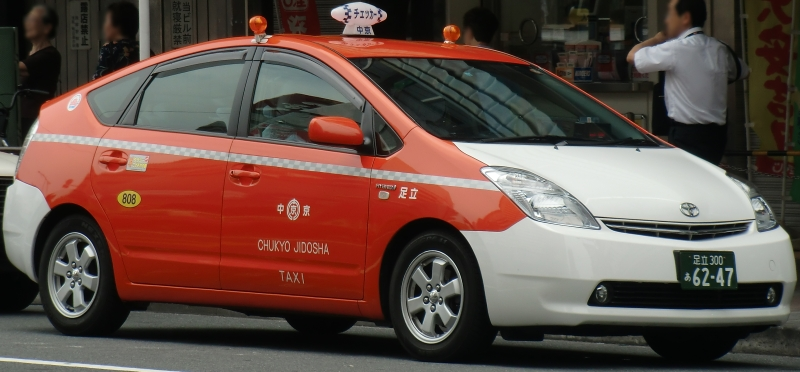
中京自動車所属 プリウス
中京自動車所属 シエンタ （ハイブリッドモデル）
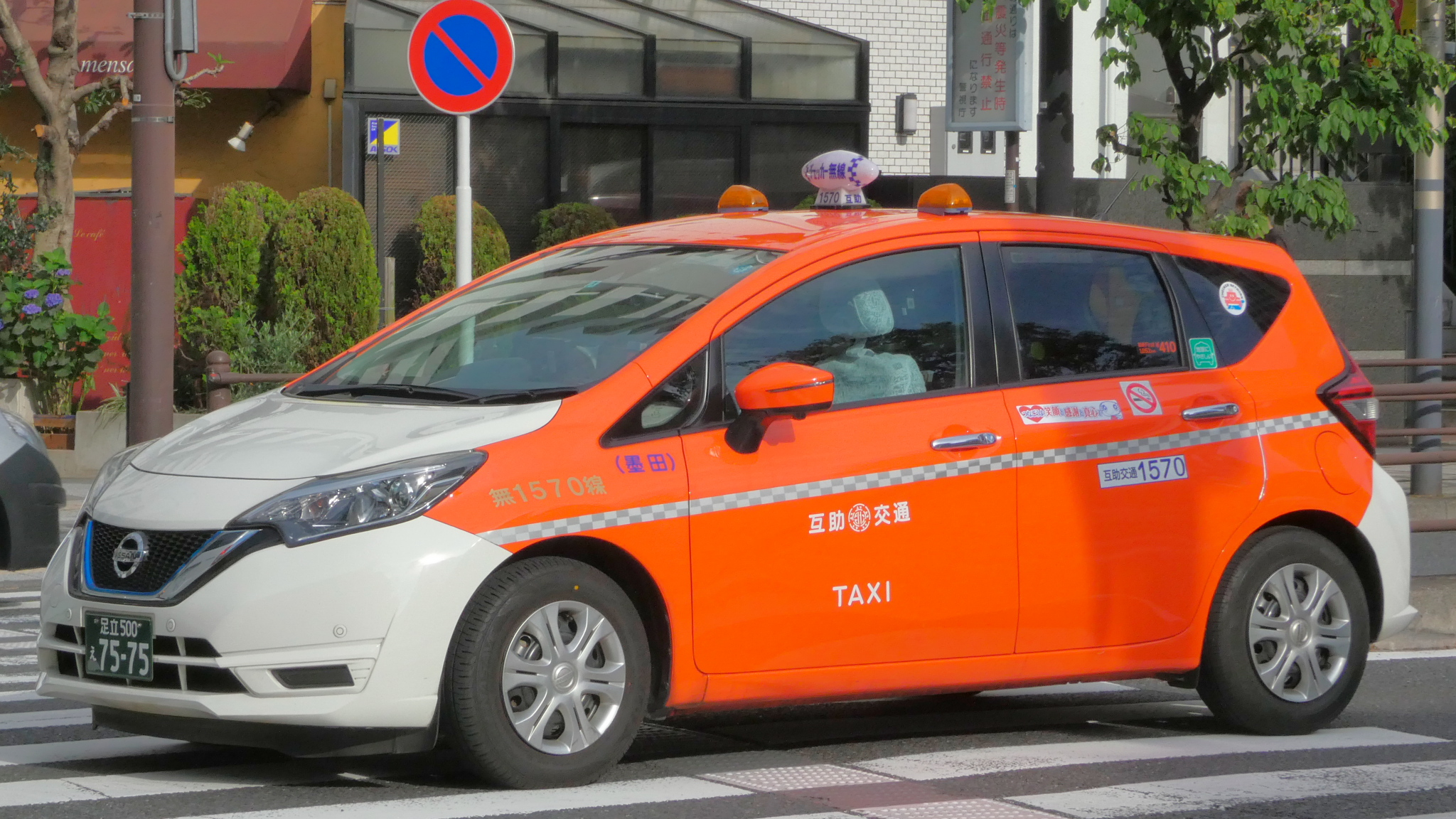
互助交通（脱退）所属 ノートe-power
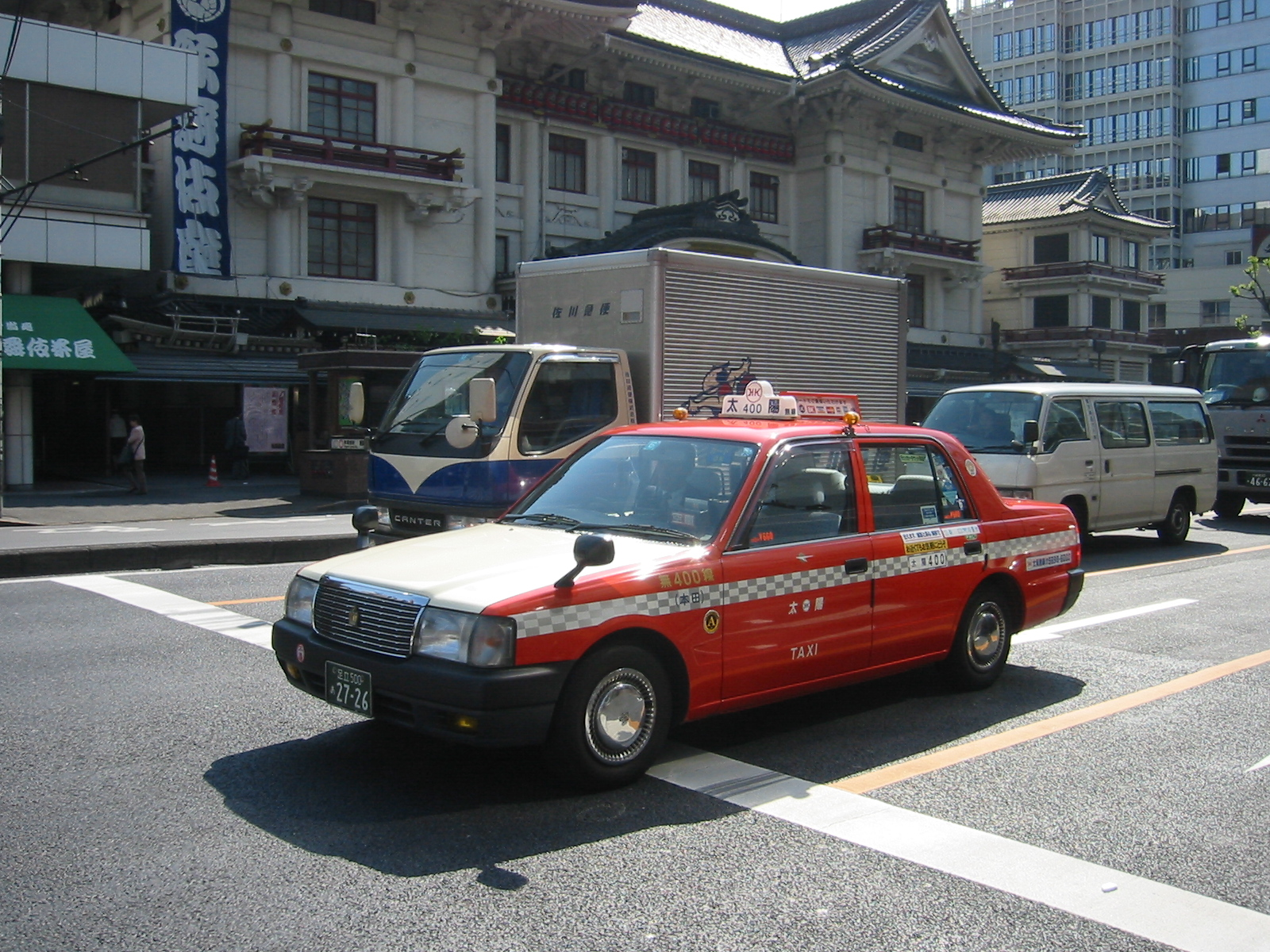
太陽自動車（脱退）所属 クラウンコンフォート 同社は以前自社無線を搭載 そのため独自行灯を装着
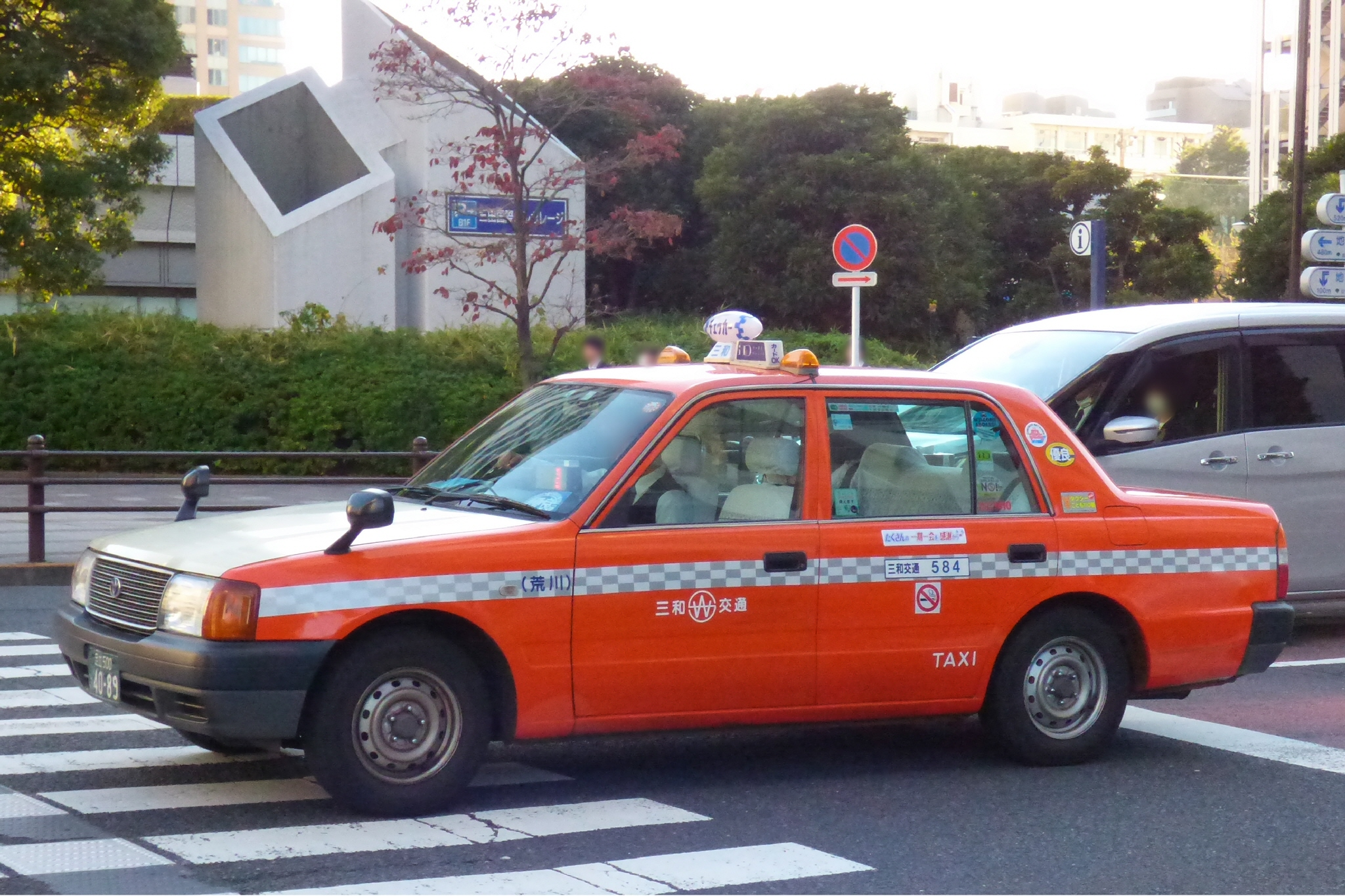
三和交通（脱退）所属 コンフォート
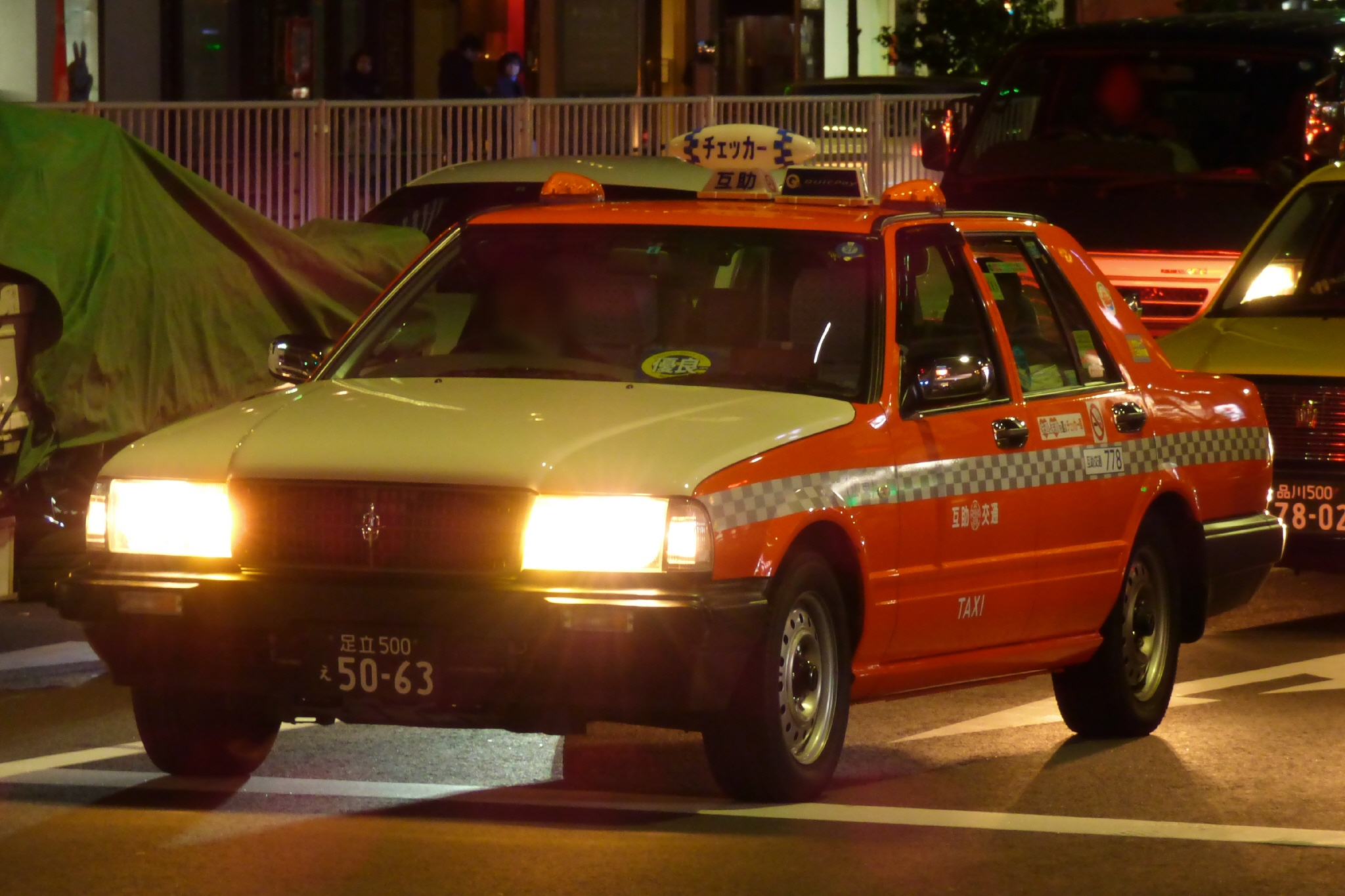
互助交通　(脱退)　所属 セドリック営業車
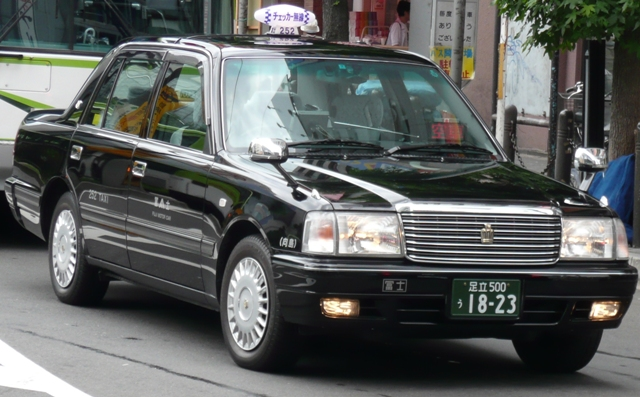
冨士自動車（脱退）所属 エクシードキャブ クラウンセダン
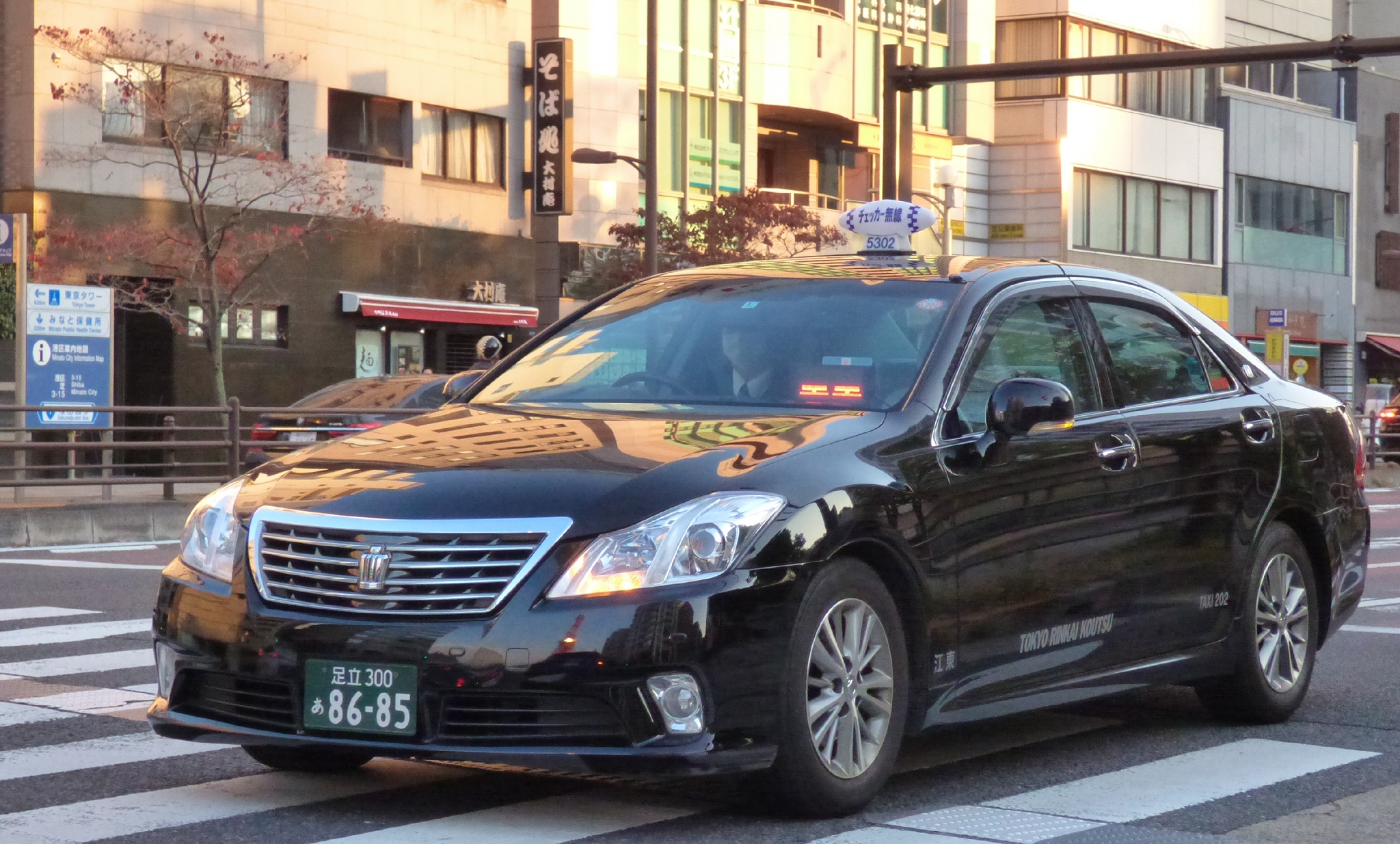
東京りんかい交通所属 （→日月東交通りんかい営業所、廃止） クラウンロイヤルサルーン
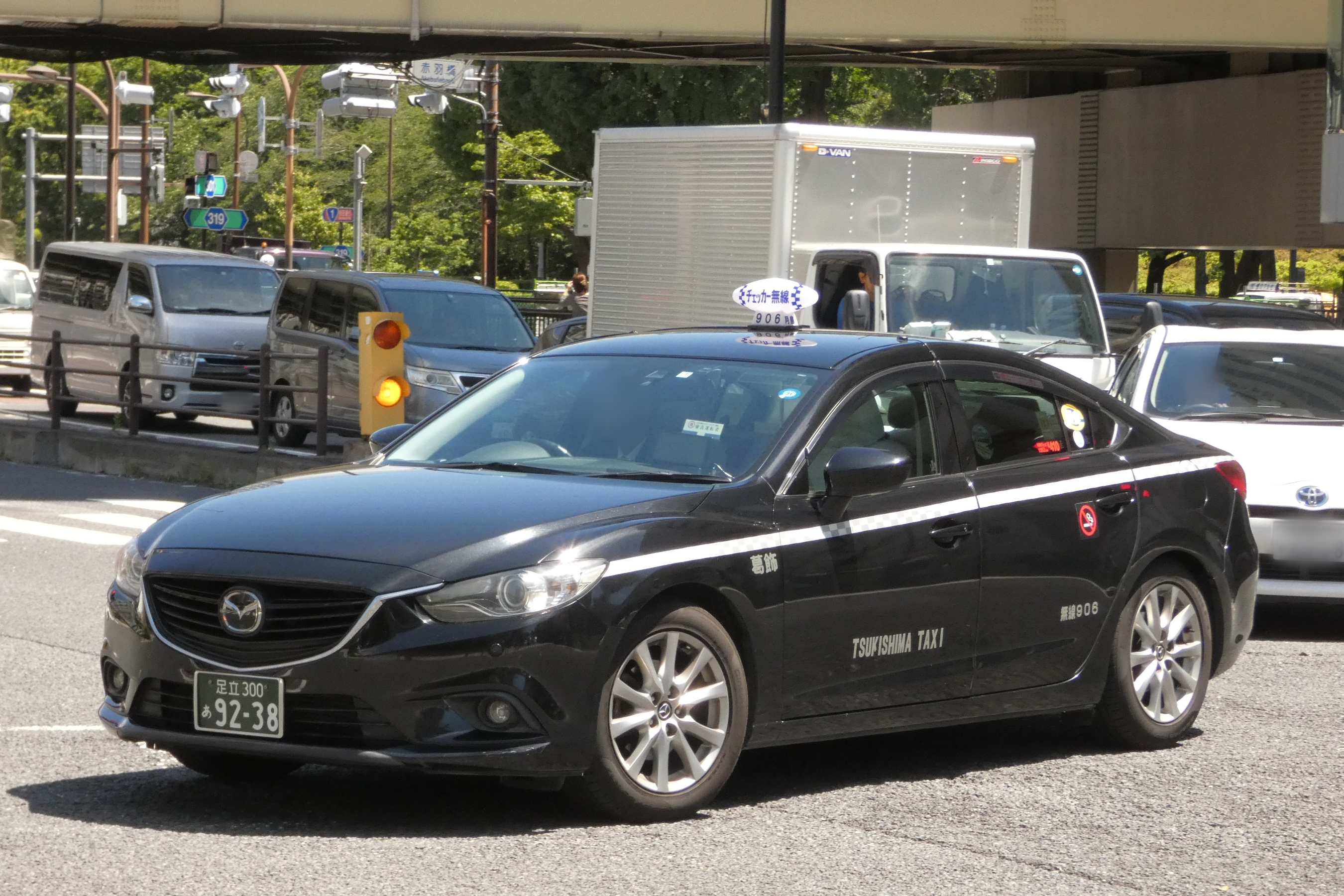
月島自動車交通（脱退）所属 アテンザ
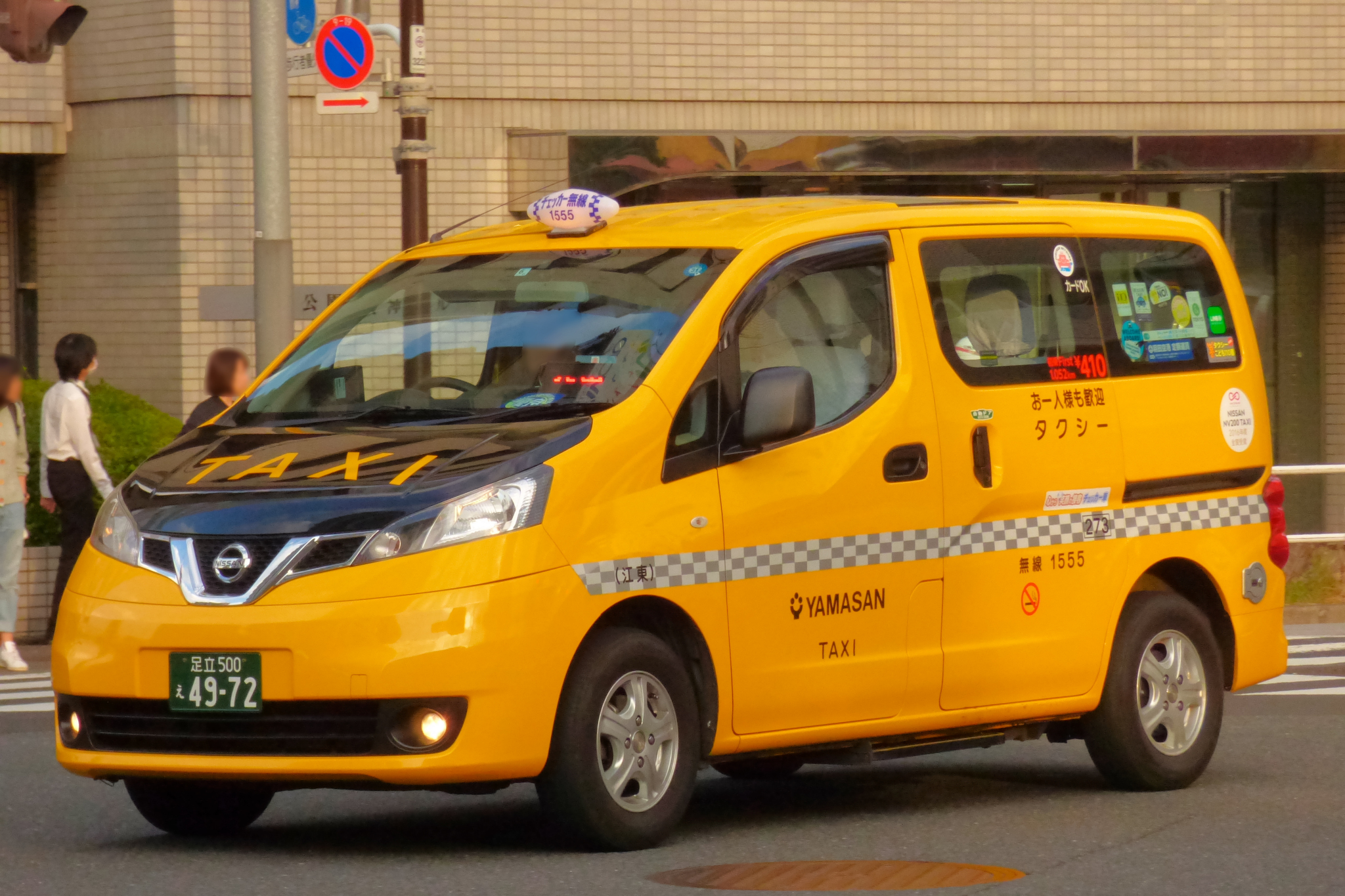
山三交通所属 NV200バネット
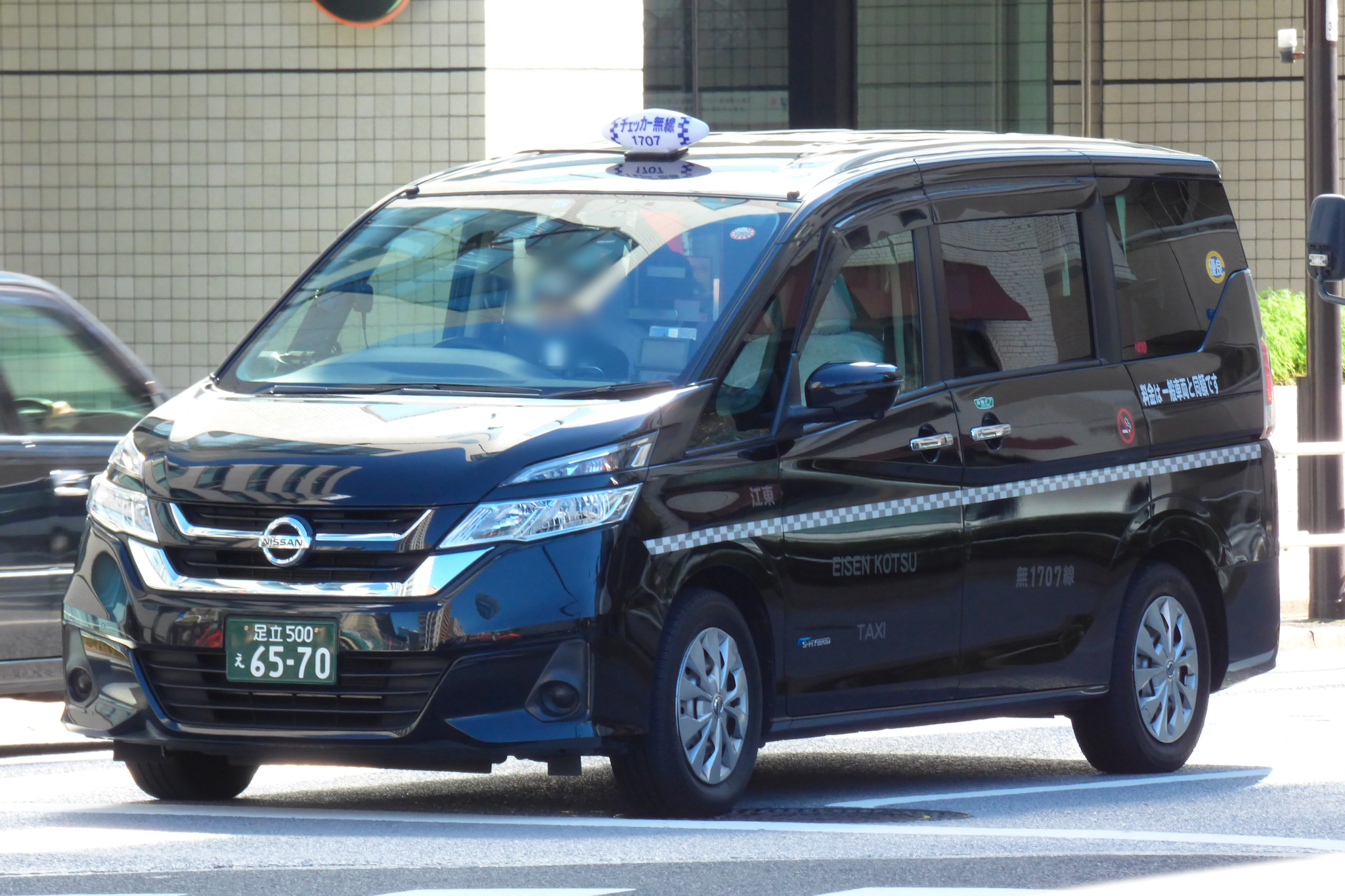
栄泉交通　(脱退)　所属 セレナ
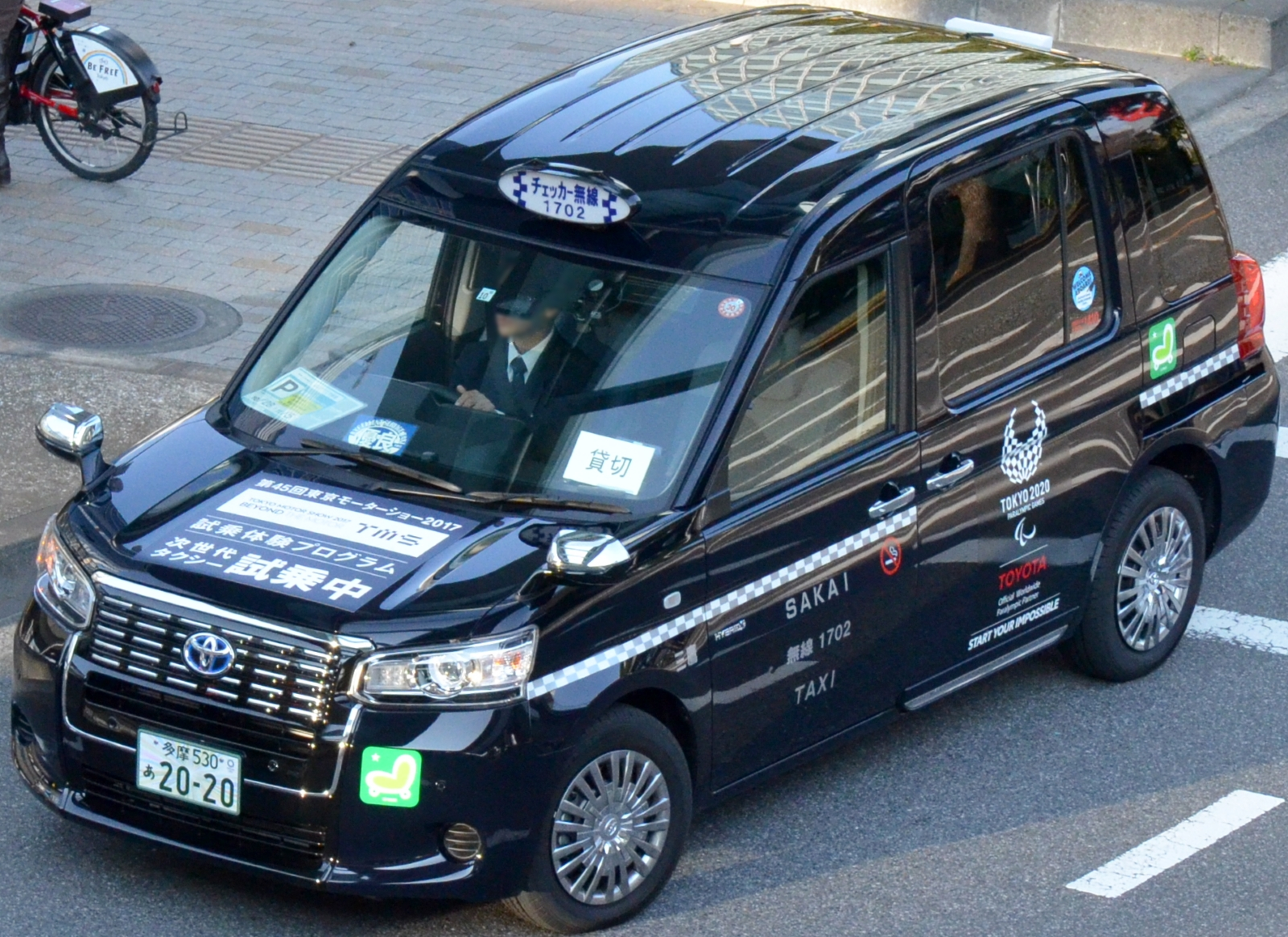
境交通所属 ジャパンタクシー
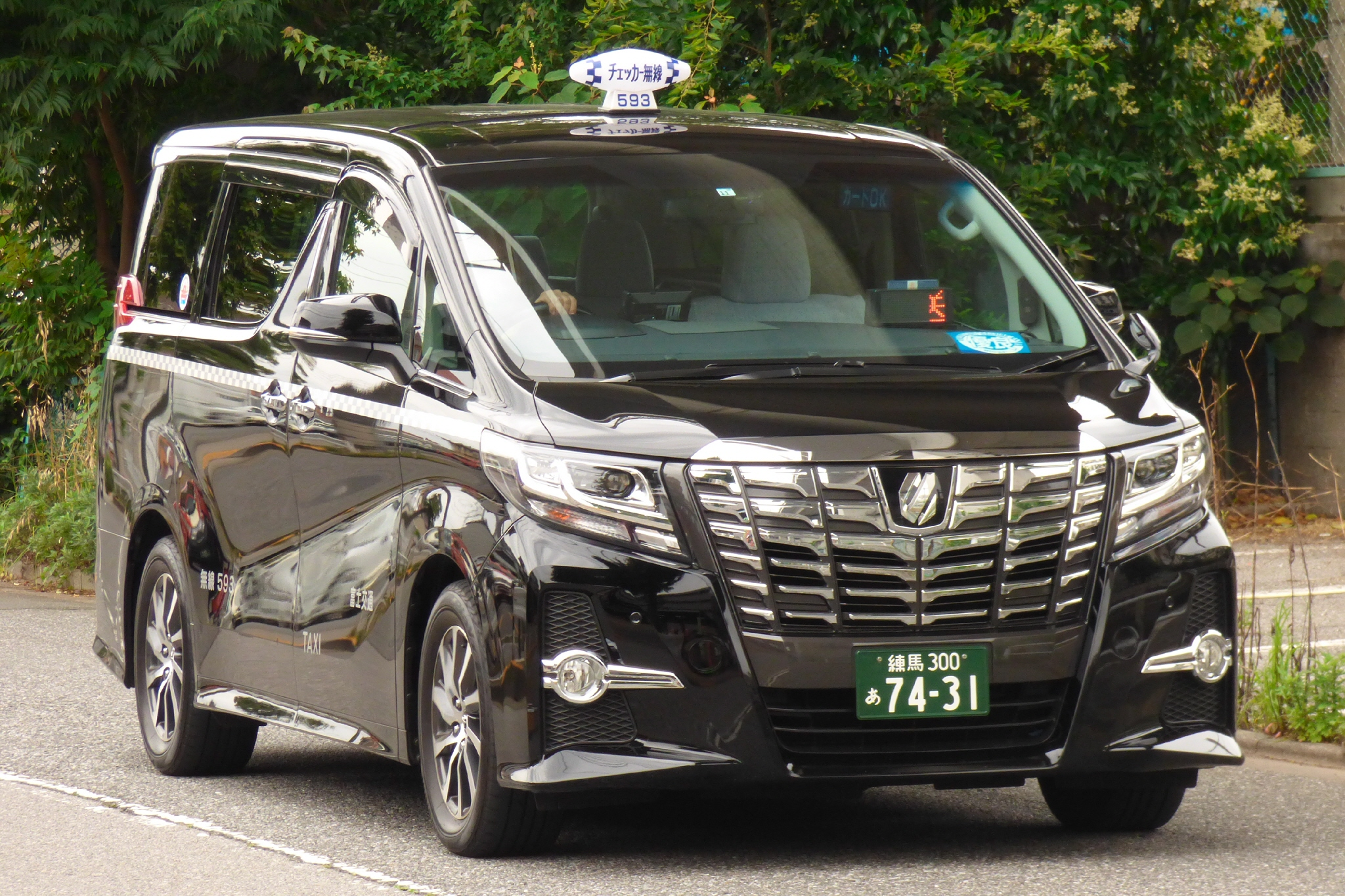
富士交通所属 アルファード
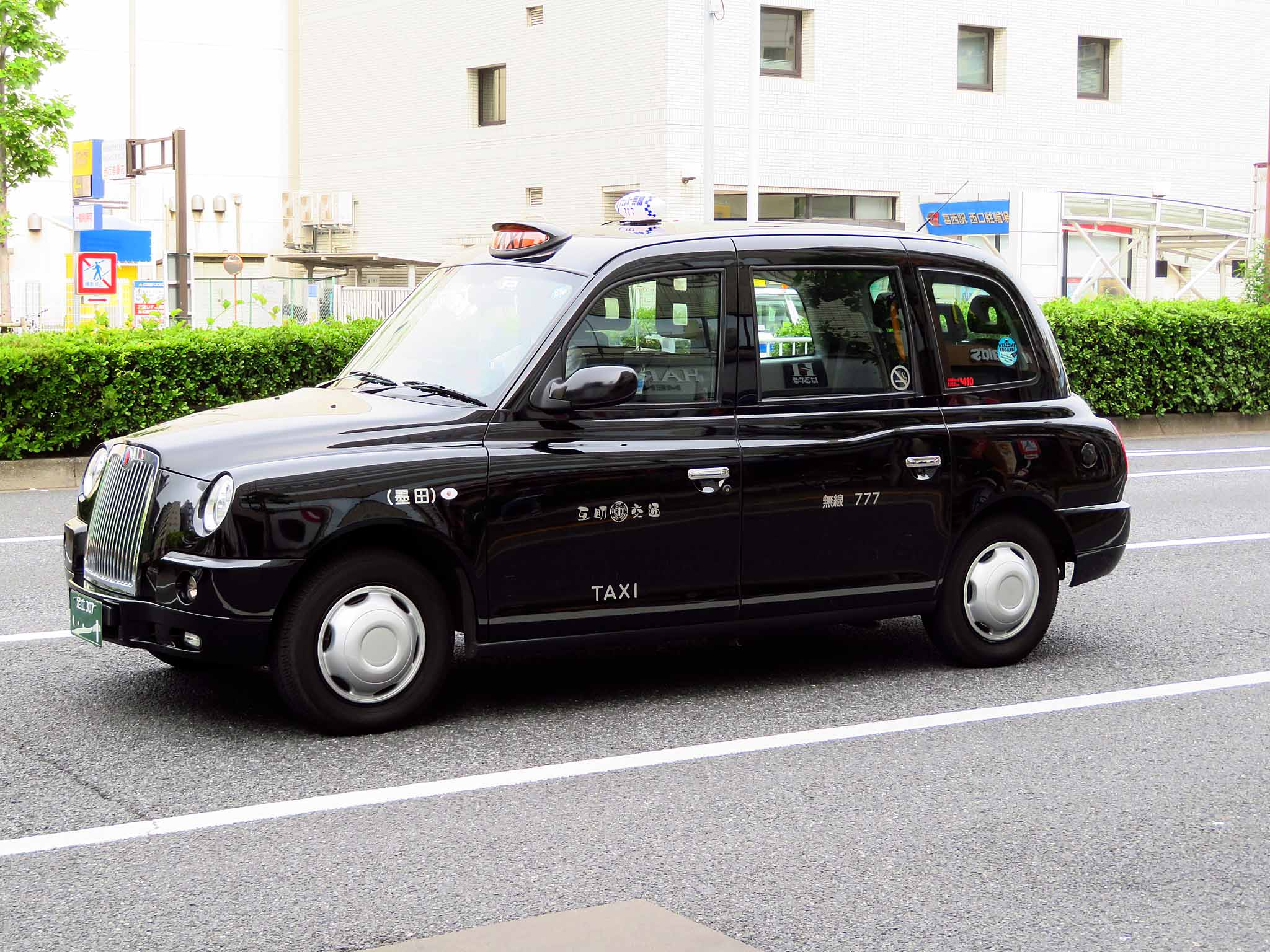
互助交通（脱退）所属 ロンドンタクシー

### 専用乗り場
- 日本橋室町三井タワー乗り場（国際自動車と共用）
- IHI本社ビル（東京無線と共用[注 22]）
- 愛育病院
- 昭和大学江東豊洲病院（日本交通と共用）
- 森山記念病院
- イムス東京葛飾総合病院

### 東京無線との提携
2011年（平成23年）には東京無線協同組合と提携・業務の統合による合理化で共通乗車券の発行・装備品の共同購入・無線配車の統合・運転手教育の一本化などを実施すると報じられたが、2020年（令和2年）に後述の発表があるまでの実績は2012年（平成24年）4月より共通乗車券の発行、2018年（平成30年）より双方の接客コンテストを勝ち抜いた乗務員による最終戦「タクシーサービスチャンピオンシップファイナル」の共同開催をしたのみであった。
2020年（令和2年）10月29日、2021年（令和3年）4月1日より開始される東京無線協同組合との業務提携の概要が発表され、
- 行灯を東京無線仕様のタワー型に、車体にチェッカー仕様の市松帯を入れ外観を統一。
- 東京無線のタワーネットワークチケットとチェッカーのチェッカーネットワークチケットを共通化し、双方の車両および全国での提携事業者で双方のチケットを利用可能にする。また、更新の時期に合わせタワーネットワークチケットに統一。得意先券[注 23]も共通利用可に。
- タクシーチケットや福祉券等の精算業務を一括化、請求を一本化し業務を効率化。
- 双方がそれぞれで行ってきた乗務員教育を一括化し、サービスの向上を図る。
- 無線配車システムおよび配車業務の統合を目指す[注 24]。

ことが示された。
なお、チェッカー側の行灯に関しては提携開始となる2021年（令和3年）4月1日より一週間程度で交換される予定となっている。なお、無線番号はチェッカー側の番号が維持され、東京無線側の番号は番号帯がチェッカー側と重複するものに関しては改番されている。時期は明らかにされていないものの、遠くない将来には協同組合の組織そのものの統合も視野に入れているとしている。また、業務提携に伴い東京無線側でもS.RIDEに対応することが機関決定されている。
2022年（令和4年）6月25日には、提携後初めてチェッカー側の交通安全キャンペーンである「くれよんタクシー」を東京無線も共同開催することとなった。
2023年（令和5年）11月13日、2024年（令和6年）4月にチェッカー加盟事業者が東京無線に二重加盟する形で合流すると報じられた。その記事中において、
- 2024年（令和6年）1月より無線を順次東京無線仕様に切り替え、その翌月より無線業務が一本化。
- タクシー配車アプリケーションは合流するチェッカー側はS.RIDE、従前からの東京無線側はGOを維持。
- チェッカーの1社2協組は当面存続、2024年（令和6年）4月までに自動車会館から東京無線の本部に移転。
- 特別区武三地区外は組織統合の対象外。

と記載された。
車両の形態

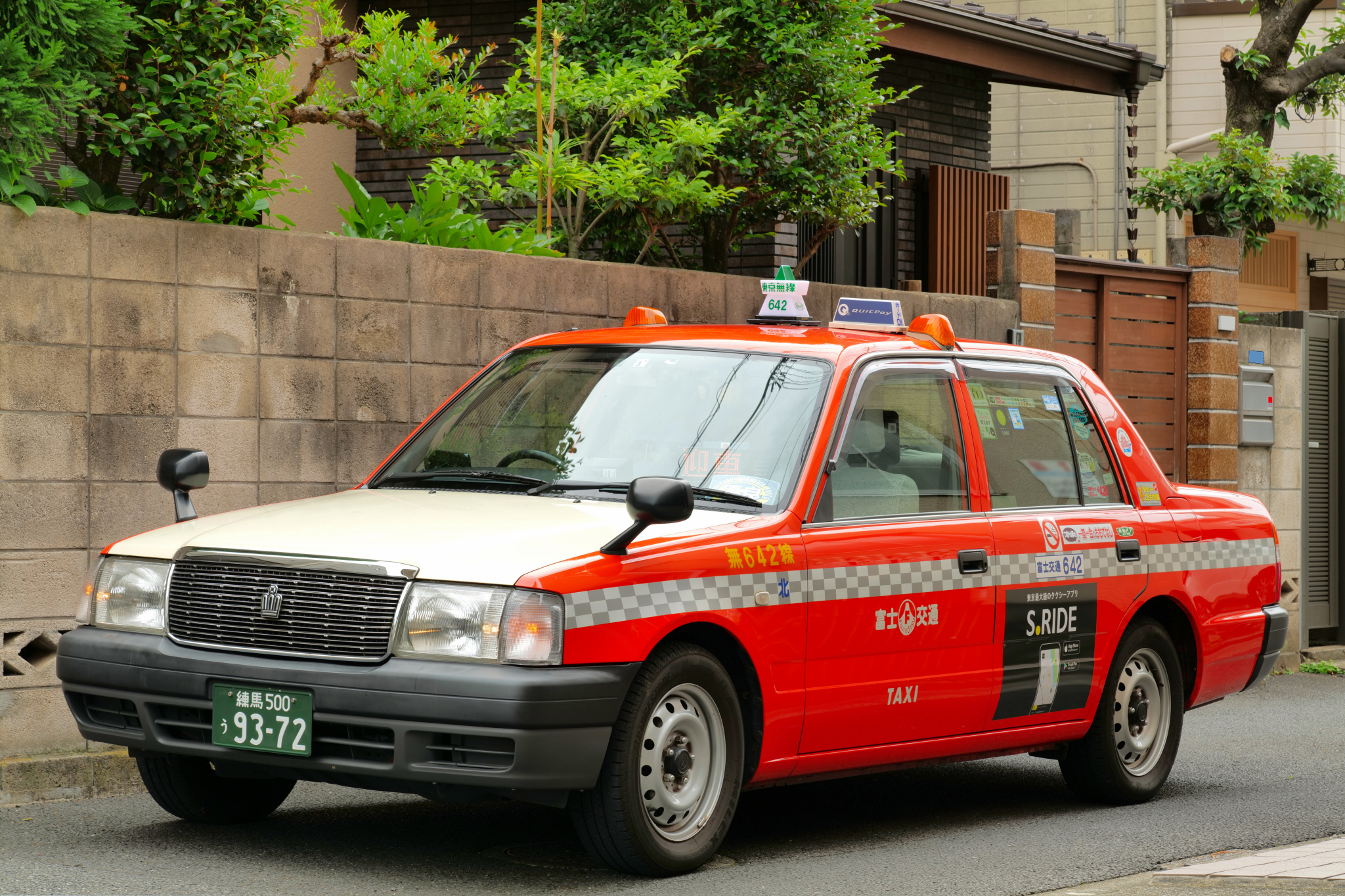
2021年（令和3年）4月から開始された東京無線協同組合との業務提携で同組合の行灯を装着したチェッカー車 （富士交通）
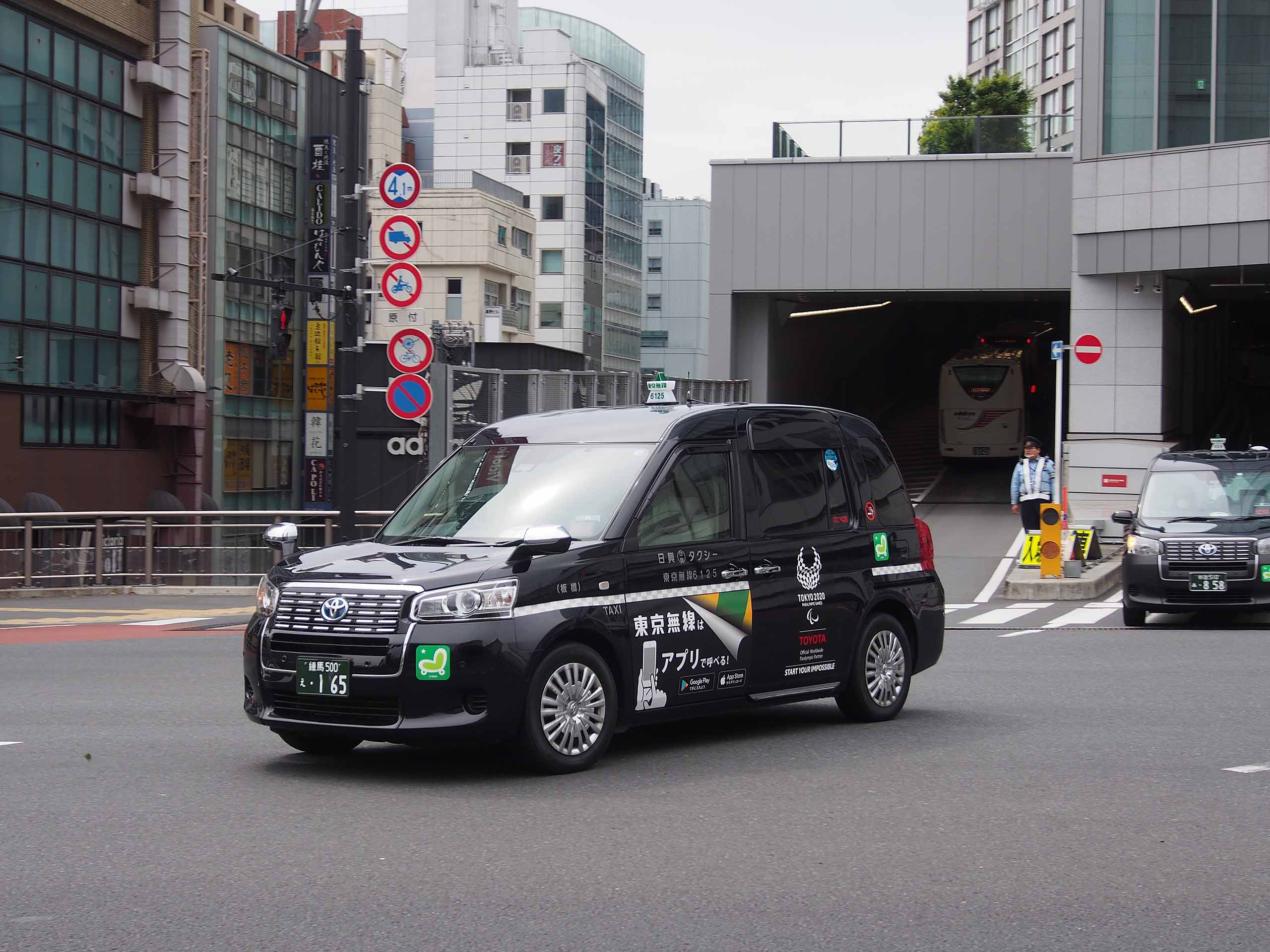
チェッカーキャブの市松帯が追加された東京無線車 （日興タクシー）

行灯の形態
いずれも東京無線のタワー型行灯の側面にチェッカーの行灯型の表記がある。

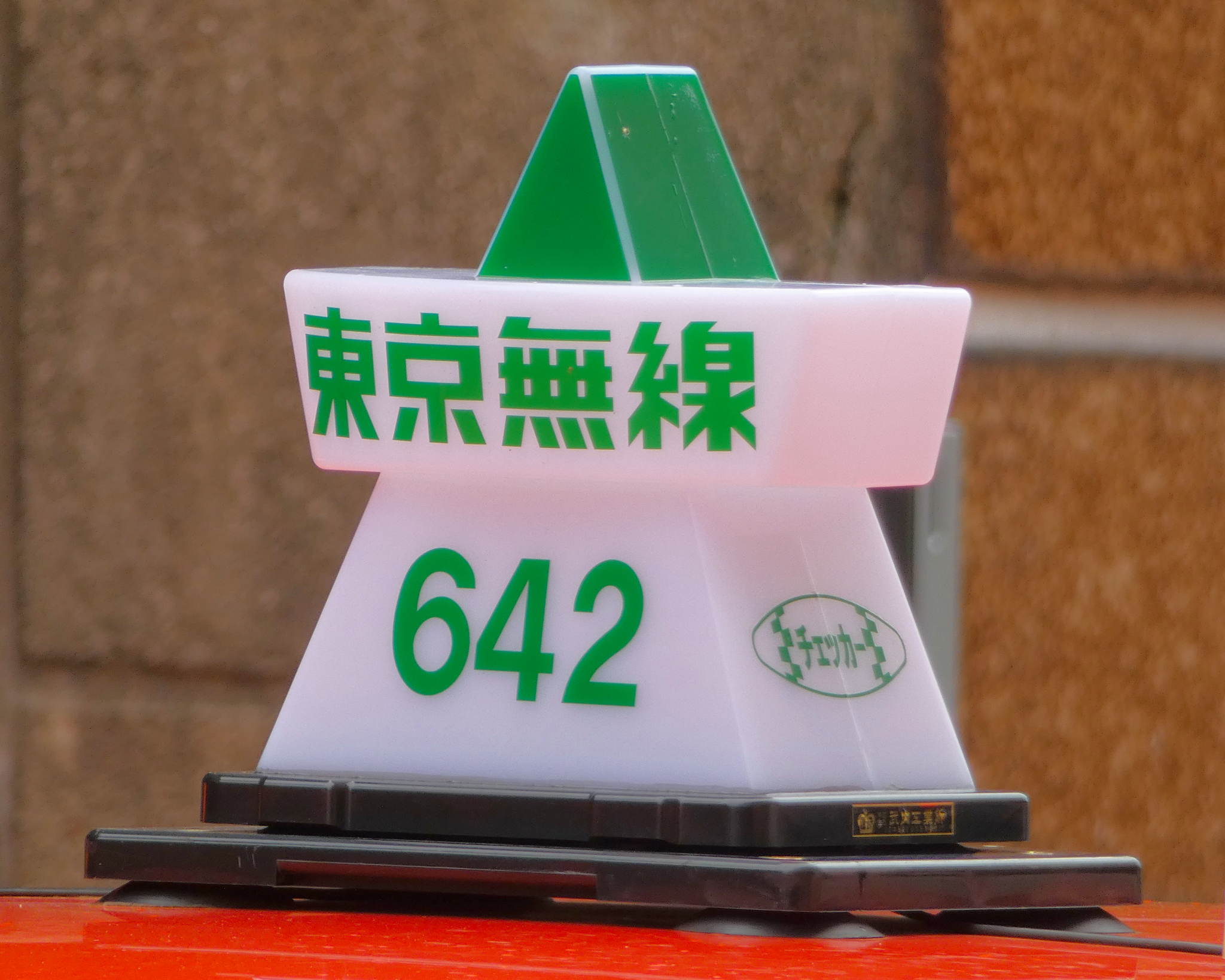
屋根中央部設置用[注 27] （富士交通）
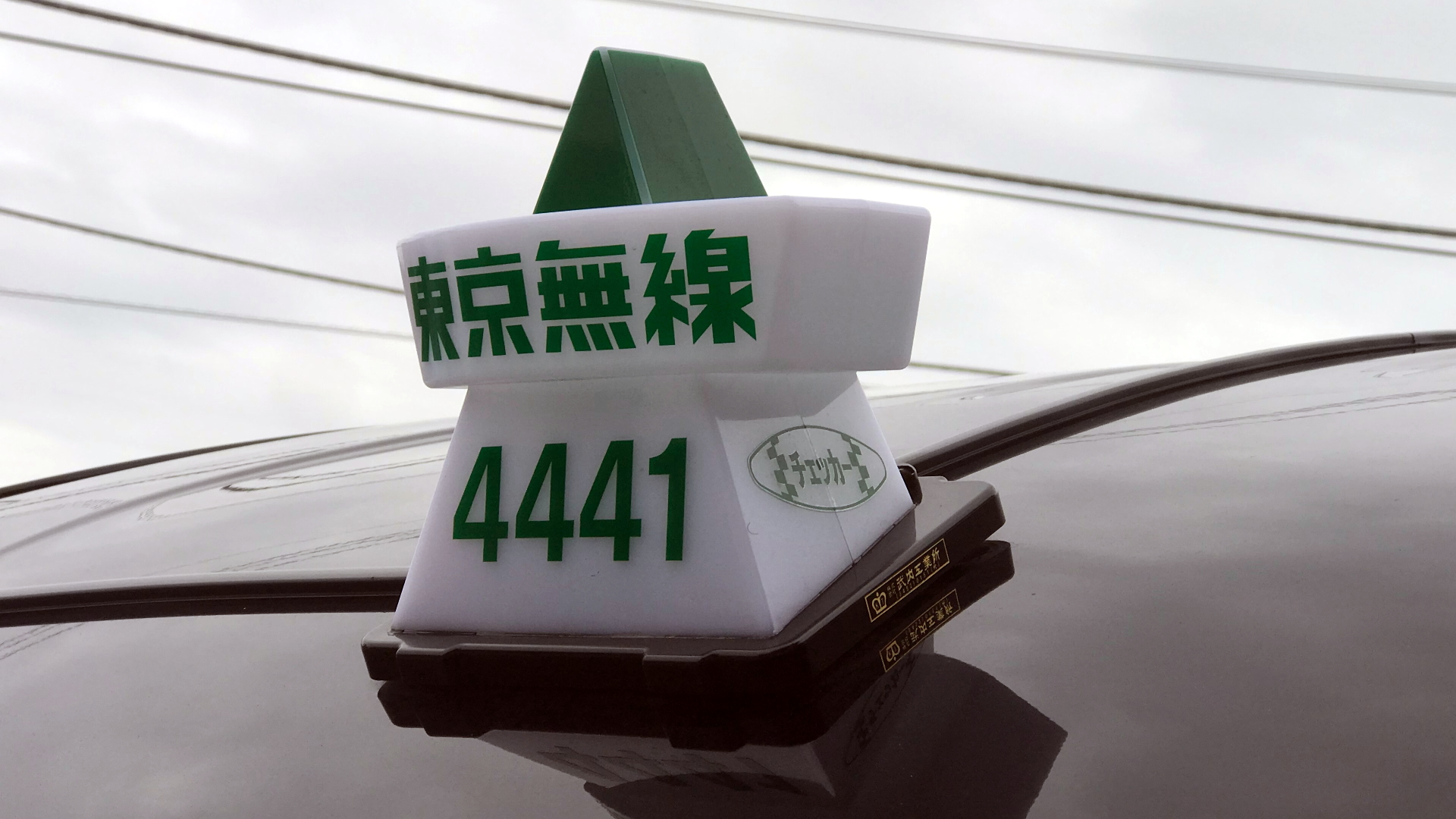
背高車のフロントガラス上部設置用 （小松川タクシー）

## 歴史
- 1964年（昭和39年） - トヨペット車を使用するタクシー事業者で組織された「トヨペット研究会」を母体とし、前身となる株式会社タクシーサービスセンター設立[14]。
- 1966年（昭和41年） - 月島自動車交通が加盟[15]。
- 1970年（昭和45年）-　社名を「株式会社チェッカーキャブ」へ変更。
- 1982年（昭和57年） - 東京ヤサカ自動車が加盟。
- 1984年（昭和59年） - 豊和自動車が宮園自動車傘下入りに伴い東京無線へ移籍のため脱退。
- 1985年（昭和60年） - 山王交通と高砂自動車が加盟。
- 1986年（昭和61年） - 三丸交通が東都自動車グループへ移籍のため脱退。
- 1993年（平成5年） - 東京相互無線と同時加盟していたチャンピオン交通が国産自動車交通（東京無線所属）に譲渡されたの伴い脱退。
- 1994年（平成6年） - 東横自動車が京王交通（現：飛鳥交通）に吸収合併され脱退。
- 1995年（平成7年） - 高島屋グループだった白樺自動車（現：国際ハイヤー (2代)）が国際自動車子会社の国際ハイヤー（初代、ケイエム国際を経て国際自動車に吸収合併）の子会社となり脱退。
- 1998年（平成10年） - 東京第一ハイヤー（旧：江戸川自動車交通、現：第一交通【足立】千住営業所）が加盟。
- 1999年（平成11年） - 東都コミタス（→ANZEN品川営業所→2012年廃止）が安全自動車（後のANZENグループ、最終的には国際自動車に併合され消滅）に吸収合併され脱退。
- 2000年（平成12年）
  - 東海自動車[注 28]（現：国際自動車【T2】世田谷営業所）が安全自動車に吸収合併され脱退。
  - 東京第一交通[注 29]が東京無線へ移籍のため脱退。
  - 第一交通産業グループの芙蓉第一交通（旧：芙蓉自動車）がEM自交無線（現：EM無線）から移籍。
- 2002年（平成14年）
  - 山王交通が廃業。
  - 東部無線と同時加盟していた明治交通グループ3社（鳳自動車・明治交通・明治自動車）が東京無線へ移籍のため脱退。
- 2003年（平成15年）
  - 堀切交通が東京無線へ移籍のため脱退。
  - 東京相互無線の三陽自動車（現：三陽自動車交通）[16][注 30]とリボンタクシーが加盟。
- 2004年（平成16年） - 独自のボディカラーと無線を使用していたグリーンキャブが脱退。
- 2005年（平成17年）
  - 以前グループを離脱（時期不明）し国際自動車と提携していた大丸交通が復帰。
  - 北海道交運グループ傘下の東京太陽、神奈川県横浜市の国際交通（2021年9月30日事業終了・廃業）、東京相互無線より栄泉交通・関東自動車交通・互助交通・洲崎交通・美松交通・八洲自動車・山三交通が加盟[注 31]。
  - 國際株式会社国際交通（現：国際交通株式会社）が国際自動車グループに復帰のため脱退。
  - デジタルGPS無線を運用開始。
- 2006年（平成18年）
  - 東京相互無線が閉局し旧相互各社の無線が本組合のものに一本化。
  - 黒塗りハイグレードタクシー「エクシードキャブ」（通称：Eキャブ）を運用開始。
- 2007年（平成19年） - ヒノデが第一交通産業に買収されヒノデ第一交通に改称[注 32]。
- 2009年（平成21年） - 大丸交通・森永タクシーが国際自動車と提携[注 33]のため脱退。
- 2010年（平成22年）
  - すばる交通が日本交通と提携のため、また大国自動車交通が日本交通に営業権を取得され脱退。
  - EM自交無線から七福交通・東武タクシー・新東タクシー・台東タクシー・東京合同自動車・双美交通が移籍。
  - 帝全交通が中央無線（現：信和事業協同組合）に所属していた昭栄自動車（現在は日本交通提携）に吸収合併され脱退[注 34]。
- 2012年（平成24年）
  - 盈進自動車が中央無線を介する形で大和自動車交通に移籍のため脱退[注 35]。
  - IP無線配車システム「チェッカーモバイル」の試験運用を開始[注 36]。
- 2013年（平成25年）
  - 冨士自動車が国際自動車と提携のため脱退。
  - 東京地区全車両にSuica・PASMOなどの電子マネー決済機器導入[注 37]。
- 2014年（平成26年）
  - 創立50周年。
  - 全無線車をIP無線「チェッカーモバイル2」に移行[注 38]。
- 2014年（平成26年）6月19日 - 東京ハイヤー・タクシー協会による共通配車アプリ「スマホ de タッくん」のサービス開始。
- 2015年（平成27年） - 第一交通産業グループ3社（第一交通・ヒノデ第一交通・芙蓉第一交通）が脱退[注 39]し第一交通グループの自社無線での独自営業に、大同交通がヒノデ第一交通に営業権を譲渡しタクシー事業から撤退、同社の大田営業所（芙蓉第一交通と同じ所在地）となる。
- 2016年（平成28年）
  - 6月 - 三葉交通が三信交通グループから千葉県の三ツ矢エミタスグループに譲渡。
  - 12月 - 本州自動車が三鷹市北野から同市下連雀に移転。
- 2017年（平成29年）4月
  - 関東自動車交通が国際自動車グループへ移籍のため脱退。
  - 日月東交通松江営業所が独立・法人化され社名を東京りんかい交通とし、同時に江戸川区松江から江東区新木場へ移転開業。
- 2018年（平成30年）
  - 4月 - 東京太陽が脱退し、国際自動車グループと提携。
  - 11月 - 大和自動車交通・東京無線との3グループ共同によるスマホ配車ウェブアプリ「WEBタクシー」を開始。
- 2019年（平成31年・令和元年）
  - 4月16日 - チェッカーキャブ・グリーンキャブ・国際自動車・寿交通・大和自動車交通およびソニーと子会社のソニーペイメントサービスによる合弁企業「みんなのタクシー株式会社」が提供するスマートフォン用タクシー配車アプリ「S.RIDE」を導入[18]。ただし、チェッカーキャブ加盟各社においては2020年春[注 40]のサービス開始予定としている。
  - 4月23日 - 三信交通が帝都自動車交通へ営業権を譲渡し脱退発表[19]。
  - 5月 - 東京都民自動車が世田谷区松原から渋谷区笹塚に移転。
  - 8月 - 台東タクシーが東都自動車グループ2社へ営業権を分割譲渡し事業廃止。
  - 9月6日 - 帝都自動車交通傘下に新設された帝都三信交通に営業権を譲渡した三信交通が脱退[20]。
- 2020年（令和2年）
  - 4月
    - 三和交通および太陽自動車が脱退し、国際自動車と提携。
    - 三葉交通がエミタスタクシー東京に改称[21]。

  - 5月31日 - 共通配車アプリ「スマホ de タッくん」のサービス終了。
  - 6月 - 東京23区武三地区の一部の加盟事業者の一部車両において「S.RIDE」の試験運用開始[注 14]。
  - 8月3日 - 南多摩地区の八幸自動車が「S.RIDE」を導入[注 41][22]。
  - 10月1日 - 東京りんかい交通が日月東交通りんかい営業所に改組[23]。
  - 12月2日 - S.RIDEの本運用開始[24]。
  - 12月4日 - 三陽自動車交通が国際自動車と提携を表明[25]。
- 2021年（令和3年）
  - 1月15日 - 月島自動車交通が大和自動車交通提携で信和事業所属かつロイヤルリムジングループの目黒自動車交通に営業権を譲渡し事業廃止[26][注 42]。
  - 4月1日 - 東京無線との業務提携を開始[27]。
  - 4月 - 三陽自動車交通が脱退し、国際自動車と提携[28]。
  - 5月12日 - 日本交通が子会社のワイエム交通へ互助交通の営業権を譲受する申請を行う[29][注 43]。
  - 5月20日 - 平和自動車交通が日本交通との業務提携契約を締結[30]。それに伴い同月28日に脱退届を提出[30]。
  - 6月21日 - 日本交通が子会社の日本交通横浜へ、国際交通（平和自動車交通の子会社・2021年9月30日事業終了）の営業権を譲渡譲受する申請を行う[30]。
  - 10月 - 日月東交通りんかい営業所が廃止され[31]、営業権が富士グループ各社へ転属となる。
- 2022年（令和4年）
  - 1月10日 - 無線室が新宿区百人町の東京無線の本部ビルに移転。
  - 1月17日 - チェッカーキャブの1社2協組が千代田区九段南の自動車会館に移転。
  - 7月1日 - 富士グループの美松交通が脱退し、国際自動車と提携[32]。
  - 11月 - 国光自動車・洲崎交通・東京合同自動車・毎日タクシー・ミツワ交通・八洲自動車・リボンタクシーの7社と、東京七福グループに属する七福交通・東武タクシーの2社、計9社が脱退届を提出し、受理される。七福グループ2社は独自営業への移行、リボンタクシーは日本交通に営業権を譲渡する意向を、残りの6社は日本交通との提携を表明。
  - 12月 - 栄泉交通が脱退届を提出し、日本交通との提携を表明。
  - 12月24日 - 八洲自動車が日本交通との提携営業を開始[33][34]。
- 2023年（令和5年）
  - 1月 - 七福交通・東武タクシーが独自営業へ移行。
  - 1月12日 - ミツワ交通が日本交通との提携営業を開始[35]。
  - 1月26日 - 東京合同自動車が日本交通との提携営業を開始[36]。
  - 2月 - 富士グループ4社のうち、先行して脱退し国際自動車と提携していた美松交通を除く3社（アサヒ交通・日月東交通・高砂自動車）が国際自動車との提携を表明[注 44]。
  - 2月9日 - 洲崎交通が日本交通との提携営業を開始[41]。
  - 2月14日 - 毎日タクシーが日本交通との提携営業を開始[42]。
  - 2月21日 - 国光自動車が日本交通との提携営業を開始[43]。
  - 2月23日 - 栄泉交通が日本交通との提携営業を開始[44]。
  - 3月30日 - 富士グループの高砂自動車が脱退し、国際自動車と提携。
  - 3月31日 - 日本交通の子会社である大国自動車交通がリボンタクシーの営業権を譲受、同社の千石営業所とする[45][注 45]。
  - 7月1日 - 富士グループのアサヒ交通が脱退し、国際自動車と提携。
  - 9月1日 - 富士グループの日月東交通が脱退し、国際自動車と提携。
  - 11月1日 - 一越観光が本社を中央区日本橋室町から世田谷営業所のある世田谷区大蔵に移転。
  - 12月13日 - 品川交通がロイヤルリムジンに買収される。
- 2024年（令和6年）
  - 1月21日 - 無線の配車業務を東京無線に統合[13][46]。これに伴い、同月31日で停波となるソフトバンク3G回線を使用した「チェッカーモバイル2」を廃止し、デンソーテン製システム・アスコン製端末の東京無線と同じ無線に移行。
  - 1月29日 - チェッカーキャブ無線協同組合が東京無線ビルに移転。この時点ではチェッカーキャブ協同組合および株式会社チェッカーキャブは自動車会館に残留。
  - 3月31日
    - 新東タクシーが脱退、独自営業に移行。
    - ロイヤルリムジングループの品川交通が脱退。
    - 太洋モータースが信和事業を介する形で大和自動車交通に移籍のため脱退。

  - 4月1日 - チェッカーキャブの加盟事業者が東京無線と二重加盟する形で東京無線に合流[13]。
  - 8月 - チェッカーキャブの1社2協組の登記上の所在地が江東区南砂（山三交通と同じ）に移転。
  - 9月 - 東京協同タクシーが配車アプリをS.RIDEからGOに切り替えるため脱退し、東京無線単独加盟に切り替え。
- 2025年（令和7年）
  - 1月15日 - 一越観光がタクシー事業から撤退[47]。営業権は日本交通の子会社である恵豊自動車交通が譲受し、同社の世田谷営業所となった。

## 加盟会社及び営業所
下記の一覧は2025年（令和7年）3月1日当時。

### 東京23区武三地区
| 社名・営業所         | 社名・営業所    | 行灯基部表記 （非無線車） | 車体表記                 | 車体表記          | 車体表記          | 所在地             | 備考                                                 |
| 社名・営業所         | 社名・営業所    | 行灯基部表記 （非無線車） | 朱色 （一般車）          | 黒色 （Eキャブ）  | 深藍 （JPN）      | 所在地             | 備考                                                 |
| -------------------- | --------------- | ------------------------- | ------------------------ | ----------------- | ----------------- | ------------------ | ---------------------------------------------------- |
| 錨自動車             | 錨自動車        | いかり                    | 錨                       | IKARI TAXI        | IKARI             | 世田谷区新町       |                                                      |
| エミタスタクシー東京 | 葛飾営業所      | （ロゴ）                  | EMITAS TAXI TOKYO        | EMITAS TAXI TOKYO | EMITAS TAXI TOKYO | 葛飾区奥戸         | 旧・三葉交通 三信交通グループ→三ツ矢エミタスグループ |
| 小松川タクシー       | 小松川タクシー  | （社章）                  | 小松川 （社章） タクシー | KOMATSUGAWA       | KOMATSUGAWA       | 江戸川区松島       |                                                      |
| 境交通               | 境交通          | 境                        | SAKAI KOTSU              | SAKAI KOTSU       | SAKAI             | 三鷹市深大寺       | 境交通グループ                                       |
| 榮交通               | 榮交通          | 榮                        | 榮交通                   | SAKAE KOTSU       | SAKAE             | 大田区大森南       |                                                      |
| 栄自動車             | 本社営業所      | （なし）                  | SAKAE●TAXI               | SAKAE●TAXI        | SAKAE             | 足立区梅田         | 栄自動車グループ                                     |
| 栄自動車             | 金町営業所      | （なし）                  | SAKAE●TAXI               | SAKAE●TAXI        | SAKAE             | 葛飾区東金町       | 栄自動車グループ                                     |
| 品川タクシー         | 品川タクシー    | 品タク                    | 品川●タクシー            | 品川●タクシー     | SHINAGAWA         | 品川区東品川       |                                                      |
| 新日本交通           | 新日本交通      | 新日本                    | 新日本                   |                   | SHINNIHON KOTSU   | 北区浮間           |                                                      |
| 中京自動車           | 中京自動車      | 中京                      | 中●京                    | CHUKYO JIDOSHA    | CHUKYO            | 足立区入谷         |                                                      |
| 天龍交通             | 天龍交通        | 天龍                      | 天龍交通                 | TENRYU KOTSU      | TENRYU            | 品川区南大井       | 高岡交通グループ                                     |
| 東京交通興業         | 深川営業所      | 東交興                    | 東京交通興業◆TAXI        | 東京交通興業◆TAXI | TOKYO KOTSU KOGYO | 江東区塩浜         |                                                      |
| 東京都民自動車       | 東京都民自動車  | 東京都民                  | ●                        |                   | TOKYO TOMIN       | 渋谷区笹塚         |                                                      |
| 東京ヤサカ自動車     | 本社            | ヤサカ                    | ●                        | 東京ヤサカ        | TOKYO YASAKA      | 大田区大森南       | ヤサカグループ                                       |
| 富士交通             | 富士交通        | 富士                      | 富士●交通                | 富士交通          | FUJI KŌTSŪ        | 北区栄町           |                                                      |
| 双美交通             | 双美交通        | 双美                      | 双●美                    | FUTAMI KOTSU      | FUTAMI            | 葛飾区立石         |                                                      |
| 本州自動車           | 本州自動車      | 本州                      | 本●州                    | HONSHU TAXI       | HONSHU            | 三鷹市下連雀       | 本州自動車グループ                                   |
| 三ツ矢観光自動車     | 本社 墨田営業所 | 三ツ矢                    | 三ツ矢●タクシー          | MITSUYA TAXI      | MITSUYA           | 墨田区墨田         | 三ツ矢観光グループ 旧EM無線→EM自交無線→チェッカー    |
| 三ツ矢観光自動車     | 亀有営業所      | 三ツ矢                    | 三ツ矢●タクシー          | MITSUYA TAXI      | MITSUYA           | 葛飾区白鳥         | 三ツ矢観光グループ 旧EM無線→EM自交無線→チェッカー    |
| みなとタクシー       | みなとタクシー  | みなと                    | みなとタクシー ●         | みなとタクシー ●  | MINATO            | 板橋区前野町・蓮根 | 梅田交通グループ イースタンモータースグループ        |
| 宮城交通             | 宮城交通        | 宮城                      | 宮城 タクシー            | MIYAGI-KOTSU      | MIYAGI            | 豊島区西池袋       | 栄自動車グループ                                     |
| 山三交通             | 山三交通        | 山三                      | ●YAMASAN                 | ●YAMASAN          | YAMASAN           | 江東区南砂         |                                                      |

### 東京23区武三地区以外
| 交通圏 | 交通圏 | 社名・営業所     | 社名・営業所 | 行灯基部表記 （非無線車） | 車体表記        | 車体表記         | 車体表記     | 所在地                 | 備考                         |
| 交通圏 | 交通圏 | 社名・営業所     | 社名・営業所 | 行灯基部表記 （非無線車） | 朱色 （一般車） | 黒色 （Eキャブ） | 深藍 （JPN） | 所在地                 | 備考                         |
| ------ | ------ | ---------------- | ------------ | ------------------------- | --------------- | ---------------- | ------------ | ---------------------- | ---------------------------- |
| 東京   | 南多摩 | 八幸自動車       | 八幸自動車   | [ 注 56 ]                 | 八●幸           | HACHIKOU TAXI    | HACHIKOU     | 稲城市百村             | 本州自動車グループ・自社無線 |
| 神奈川 | 京浜   | 東京ヤサカ自動車 | 横浜営業所   | ヤサカ                    | ●               | 東京ヤサカ       | TOKYO YASAKA | 横浜市保土ケ谷区仏向町 | ヤサカグループ・非無線       |

## 不祥事
- 2016年（平成28年）11月28日に本組合に当時加盟していた「三陽自動車交通」を客が利用した直後に、フジテレビジョンが当該車両を9時間半にわたって占拠し、翌11月29日にフジテレビから強請られた三陽自動車交通はドライブレコーダーの録画映像を漏洩。個人のプライバシーである車内映像が無断で放送されてしまった[48]。この事件は放送直後から問題となり、翌11月30日にチェッカーキャブは公式ウェブサイト上で謝罪文を掲載した[49]。さらに12月1日には国土交通省が日本バス協会、全国ハイヤー・タクシー連合会、全国個人タクシー協会の業界3団体に宛てて通知を出す事態に発展した[50]。なお、2019年1月17日には三陽自動車交通が東京地方裁判所判決で被害者に対して220万円の賠償を命じられ、敗訴した[51]。

## 備考
- テレビ朝日系の2時間サスペンス『土曜ワイド劇場』でシリーズ放送されていた『タクシードライバーの推理日誌』（4作目 - 37作目）では、当時チェッカーキャブに所属していた大同交通（現・ヒノデ第一交通大田営業所）が主人公の所属事業者として設定され、同社が制作に協力していた。
- かつてチェッカーキャブに所属していた互助交通では、所有しているタクシーを痛車（痛タク）化し、『ニコニコ超会議』や『character1』など様々なイベントに出展していた（出展した「痛タク」車両が運用されないのは、車体ラッピングが屋外広告物に該当し、貼付可能箇所が限定されるため）。また、プログラミング生放送やイグザイン（大河原邦男デザイン）の前後左右のドアを使用したラッピング広告を掲出した車両を運用していた。